# براندبرگ، تیرول
براندبرگ تیرول (به آلمانی: Brandberg) یک منطقهٔ مسکونی در اتریش است که در شواس واقع شده‌است. براندبرگ تیرول ۱۵۶٫۵ کیلومتر مربع مساحت دارد ۱٬۰۸۲ متر بالاتر از سطح دریا واقع شده‌است.